# Howard Aiken
Howard Hathaway Aiken (ur. 9 marca 1900 w Hoboken, New Jersey, zm. 14 marca 1973 w Saint Louis) – inżynier amerykański, profesor uniwersytecki, pionier informatyki.

## Dzieciństwo i młodość
Urodził się w Hoboken (New Jersey), jako syn Daniela Aikena i Margaret Emily Mierisch. Rodzina przeniosła się do Indianapolis, a kiedy Howard miał 12 lat, jego ojciec opuścił dom, a chłopiec został głównym żywicielem rodziny. W ciągu dnia uczęszczał do Arsenal Technical High School, a w nocy pracował jako operator centrali w Indianapolis Light and Heat Company. Po ukończeniu studiów w 1919 r. Aiken wstąpił na Uniwersytet Wisconsin w Madison, aby studiować elektrotechnikę, utrzymując siebie i swoją rodzinę nocną pracą w Madison Gas Company.

## Kariera zawodowa
Po uzyskaniu dyplomu inżyniera elektrycznego w 1923 r., Aiken rozpoczął pełnoetatową karierę w przemyśle. Jednak po około dziesięciu latach zmienił specjalność, rozpoczynając studia magisterskie z fizyki, najpierw na Uniwersytecie w Chicago (1931-1932), a następnie na Harvardzie, gdzie w 1937 r. otrzymał tytuł magistra. Na Harvardzie Aiken rozpoczął długoletnią współpracę akademicką, którą z wyjątkiem służby wojennej w US Navy, kontynuował aż do przejścia na emeryturę w 1961 roku.

## Pionier informatyki
W 1944 r. był współtwórcą jednej z pierwszych maszyn cyfrowych – komputera Harvard Mark I (pierwotna nazwa Automatic Sequence Controlled Calculator), opartego na koncepcji maszyny różnicowej Charlesa Babbage’a, który zbudował z myślą o prowadzeniu obliczeń, zwłaszcza w dziedzinie równań różniczkowych. W 1947 r. Aiken ukończył konstrukcję w pełni elektronicznego Mark II, potem pojawiły się wersje Mark III i Mark IV. Znany również z powiedzenia: „Jedynie sześć elektronicznych maszyn cyfrowych wystarczyłoby do zaspokojenia potrzeb obliczeniowych całych Stanów Zjednoczonych”.